# Andreas Hirzel
Andreas Hirzel (* 25. März 1993 in Zürich) ist ein Schweizer Fussballtorhüter, der seit 2023 beim FC Aarau unter Vertrag steht.

## Karriere

### Jugend
Hirzel begann seine Karriere in der Jugend des FC Urdorf, bevor er 2004 in die Jugendabteilung des FC Aarau wechselte. Zur Saison 2010/11 rückte er in die U-21 auf, die als Team Aargau – ein Zusammenschluss zur Talentförderung der drei Vereine FC Aarau, FC Baden und FC Wohlen aus dem Kanton Aargau – in der fünftklassigen 2. Liga interregional spielte. Dort kam Hirzel zu ersten Einsätzen im Männerbereich und sass am elften Spieltag der Challenge League erstmals bei der ersten Mannschaft des FC Aarau im Spiel gegen Servette FC Genève auf der Bank. Zur Saison 2011/12 wurde Hirzel an den SC Zofingen ausgeliehen. Dort kam er auf 30 Einsätze in der viertklassigen 1. Liga Classic.

### FC Aarau
In der Saison 2012/13 rückte er in das Kader der ersten Mannschaft des FC Aarau auf und wurde für die gesamte Spielzeit an den Grasshopper Club Zürich ausgeliehen, für dessen zweite Mannschaft er in der viertklassigen 1. Liga zum Einsatz kam. Anschliessend wurde er zur Saison 2013/14 an den Partnerverein FC Baden ausgeliehen. Nach acht Einsätzen in der 1. Liga wurde er von Oktober bis November 2013 weiter an den Ligakonkurrenten FC Wangen bei Olten ausgeliehen. Nach zwei Einsätzen kehrte er nach Baden zurück und kam bis zum Saisonende auf sechs weitere Einsätze.

### FC Vaduz
Zur Saison 2014/15 wechselte Hirzel zum Liechtensteiner Klub FC Vaduz, der am Schweizer Spielbetrieb teilnimmt. Dort wurde er zunächst von Ende September bis Mitte Oktober an den FC Tuggen ausgeliehen, für den er einmal in der drittklassigen Promotion League zum Einsatz kam. Nach seiner Rückkehr nach Vaduz kam er lediglich zu einem Einsatz im Liechtensteiner Cup und zu seinem Profidebüt in der Super League am letzten Spieltag beim 2:1-Sieg gegen die BSC Young Boys. Zu Beginn der Saison 2015/16 kam er beim 5:1-Sieg gegen die SP La Fiorita zu einem Einsatz in der 1. Qualifikationsrunde zur UEFA Europa League 2015/16.

### Hamburger SV
Mitte Juli 2015 wechselte Hirzel in die deutsche Bundesliga zum Hamburger SV. Er erhielt einen bis zum 30. Juni 2018 gültigen Vertrag und nahm hinter René Adler und Jaroslav Drobný die Position des dritten Torhüters ein. Dort gab er am dritten Spieltag der Saison 2015/16 bei der 1:2-Niederlage im Auswärtsspiel gegen den 1. FC Köln sein Debüt, als er für den verletzten René Adler eingewechselt wurde. Neben einem Bundesligaeinsatz kam er zu elf Einsätzen in der zweiten Mannschaft in der viertklassigen Regionalliga Nord. Nach Verletzungen verlor er seinen Platz als dritter Torhüter der ersten Mannschaft an Tom Mickel. Auch in den Saisons 2016/17 und 2017/18 war Hizel vierter Torhüter und kam nicht für die Profis zum Einsatz. Während er in der Saison 2016/17 zu sechs Einsätzen in der Regionalliga Nord gekommen war, blieb er in der Saison 2017/18 gänzlich ohne Einsatz. Nach dem Ende dieser Spielzeit, in der der HSV erstmals aus der Bundesliga abgestiegen war, verliess er den Verein mit dem Auslaufen seines Vertrags.

### Rückkehr zum FC Vaduz
Zur Saison 2018/19 kehrte Hirzel zum FC Vaduz zurück. Er unterschrieb beim Verein aus Liechtenstein, der in der zweithöchsten Schweizer Liga spielt.

### FC Thun
Im Sommer 2019 wechselte Hirzel in die höchste Schweizer Spielklasse zum FC Thun, wo er neben Einsätzen im Cup gegen den FC Sion seinen Einstand gab.

### FC Aarau
Am 12. Juni 2023 wurde sein Wechsel zum FC Aarau bekannt. Er unterschrieb dort einen Vertrag über drei Jahre.